# Miss Europe 2005

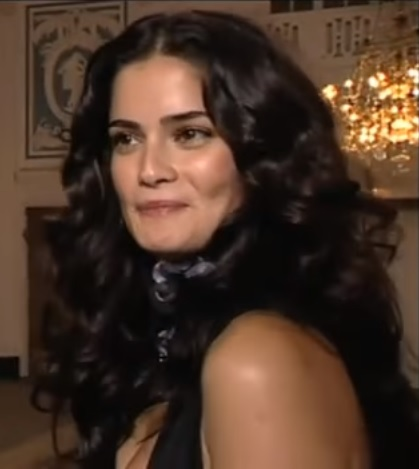
Shermine Shahrivar, Miss Deutschland 2004 und Miss Europe 2005 (Bild von 2011)

Der Wettbewerb um die Miss Europe 2005 war der zweite seit 2003, den Endemol durchführte, ein international operierendes Fernsehproduktions- und Entwicklungsunternehmen mit Sitz in den Niederlanden. Die Wahl 2004 war ausgefallen. Endemol France produzierte auch die Fernseh-Übertragung.
Die Kandidatinnen waren in ihren Herkunftsländern von nationalen Organisationskomitees ausgewählt worden, die mit Endemol Lizenzverträge abgeschlossen hatten. Dabei muss es sich nicht in jedem Fall um die Erstplatzierte in ihrem nationalen Wettbewerb gehandelt haben.
Die Veranstaltung fand am 12. März 2005 in der französischen Hauptstadt Paris statt. Es gab 36 Bewerberinnen.
| Land                      | Schreibweise bei Pageantopolis | Schreibweise in der Heimatsprache        | Teilnahme an weiteren Wettbewerben           |
| ------------------------- | ------------------------------ | ---------------------------------------- | -------------------------------------------- |
| Platzierungen             |                                |                                          |                                              |
| 1. Deutschland            | Shermine Sharivar              | Shermine Shahrivar, شرمینه شهریورتهرانی  | Miss Universe 2004                           |
| 2. Armenien               | Luysya Tovmasyan               | Լուսինե Թովմասյան (Lusine Tovmasyan)     |                                              |
| 3. Frankreich             | Cindy Fabre                    | Cindy Fabre                              | Miss Universe 2005, Miss World 2005          |
| 4. Vereinigtes Königreich | Laura Shields                  | Laura Shields                            | Miss International 2004: Semifinale          |
| 5. Slowakei               | Tatiana Keremeryova            | Taťána Kremerová                         |                                              |
| Top 12                    |                                |                                          |                                              |
| Tschechien                | Adita Hortova                  | Edita Hortová                            |                                              |
| Finnland                  | Mira Salo                      | Mira Salo                                | Miss Universe 2004                           |
| Griechenland              | Evangelia („Valia“) Kakouti    | Βάλια Κακούτη                            | Miss Universe 2004                           |
| Island                    | Sigrun Bender                  | Sigrún Bender                            | Miss Scandinavia 2005: Platz 3               |
| Polen                     | Karolina Gorazda               | Karolina Gorazda                         | Miss World 2003, Miss Earth 2004: Semifinale |
| Serbien und Montenegro    | Sandra Obradovic               | Sandra Obradović                         |                                              |
| Türkei                    | Birce Akalay                   | Birce Akalay                             |                                              |
| Weitere Teilnehmerinnen   |                                |                                          |                                              |
| Belarus                   | Ol'ga Gerasimovich             | Вольга Герасімовіч                       |                                              |
| Belgien                   | Tatiana Silva Braga Tavares    | Tatiana Silva Braga Tavares              | Miss World 2005, Miss Universe 2006          |
| Bosnien und Herzegowina   | Selma Sejtanic                 | Selma Sejtanić                           |                                              |
| Bulgarien                 | Kristina Radneva               | Кристиана Раднева (Kristiana Radneva)    |                                              |
| Dänemark                  | Heidi Zadeh                    | Heidi Zadeh                              | Miss Earth 2005                              |
| Estland                   | Aljona Kordas                  |                                          |                                              |
| Gibraltar                 | Helen Gustafson                |                                          | Miss World 2004                              |
| Irland                    | Cathriona Duignam              |                                          | Miss Universe 2004                           |
| Israel                    | Keren Friedman                 | קרן פרידמן                               |                                              |
| Kroatien                  | Valentina Lesic                | Valentina Lesić                          |                                              |
| Lettland                  | Julija Djadenko                | Jūlija Djadenko                          | Miss Europe 2001                             |
| Malta                     | Denise Renée Huizer            |                                          |                                              |
| Moldau                    | Irina Sili                     | Irina Sili                               |                                              |
| Niederlande               | Tessa Amber Brix               | Tessa Brix                               | Miss Universe 2003                           |
| Norwegen                  | Ann Jeanett Ersdal             | Jeanett(e) Ersdal                        |                                              |
| Portugal                  | Marina Raquel G. Rodrigues     |                                          |                                              |
| Rumänien                  | Andrea Raduna                  |                                          |                                              |
| Russland                  | Diana Zaripova                 | Диана Зарипова                           |                                              |
| Schweden                  | Marie Dahlin                   |                                          |                                              |
| Schweiz                   | Céline Nusbaumer               | Céline Nussbaumer                        |                                              |
| Spanien                   | Farah Ahmed Ali                | Farah Ahmed Ali                          |                                              |
| Ukraine                   | Hanna Dehtyar                  |                                          |                                              |
| Ungarn                    | Eszter Toth                    | Tóth Eszter                              | Miss World 2003                              |
| Zypern                    | Eliana Charalambous            | Ιλιάνα Χαραλάμπους (Iliana Charalambous) |                                              |